# Lijst van afleveringen van In voor- en tegenspoed
Dit is een lijst met afleveringen van de Nederlandse komedieserie In voor- en tegenspoed. De serie telt 4 seizoenen met in totaal 47 afleveringen. Een overzicht van de afleveringen is hieronder te vinden.

## Seizoen 1 (1991)
| Nr. | Titel aflevering        | Uitzenddatum Nederland |
| --- | ----------------------- | ---------------------- |
| 1   | Doordouwen              | 1 oktober 1991         |
| 2   | Vele handen             | 8 oktober 1991         |
| 3   | Laat eens wat van je... | 15 oktober 1991        |
| 4   | Bezoek                  | 22 oktober 1991        |
| 5   | Stille nacht            | 29 oktober 1991        |
| 6   | Krakende wagens         | 5 november 1991        |
| 7   | In de rouw              | 12 november 1991       |
| 8   | Voordeurdelers          | 19 november 1991       |
| 9   | Marktprijzen            | 26 november 1991       |
| 10  | Draadloos               | 3 december 1991        |
| 11  | Oranje boven            | 10 december 1991       |
| 12  | Nog vele jaren          | 17 december 1991       |

## Seizoen 2 (1993)
| Nr. | Titel aflevering                 | Uitzenddatum Nederland |
| --- | -------------------------------- | ---------------------- |
| 1   | De grote beurt                   | 30 september 1993      |
| 2   | Samen sterk                      | 7 oktober 1993         |
| 3   | Aanvalluh                        | 14 oktober 1993        |
| 4   | Opsporing verzocht               | 21 oktober 1993        |
| 5   | Het Hollandse blok               | 28 oktober 1993        |
| 6   | Hoe meer zielen...               | 4 november 1993        |
| 7   | 2e prijs in schoonheidswedstrijd | 11 november 1993       |
| 8   | Ramen lappen                     | 18 november 1993       |
| 9   | Eind goed?                       | 25 november 1993       |
| 10  | Bonaire is niet ver              | 2 december 1993        |
| 11  | Bingo                            | 9 december 1993        |
| 12  | Beslag                           | 16 december 1993       |
| 13  | Het komt nooit meer goed         | 23 december 1993       |

## Seizoen 3 (1995)
| Nr. | Titel aflevering      | Uitzenddatum Nederland |
| --- | --------------------- | ---------------------- |
| 1   | Een ruimere jas       | 14 september 1995      |
| 2   | Zeeuws met kroepoek   | 21 september 1995      |
| 3   | Niemand zo aardig     | 28 september 1995      |
| 4   | Fabiola verhuist      | 5 oktober 1995         |
| 5   | Gelijk                | 12 oktober 1993        |
| 6   | Een beetje meer feest | 19 oktober 1995        |
| 7   | Stabiel               | 26 oktober 1995        |
| 8   | Je doet wat je kan    | 2 november 1995        |
| 9   | Banen en buren        | 16 november 1995       |
| 10  | Mijn en dijn          | 23 november 1995       |
| 11  | Korting               | 30 november 1995       |
| 12  | In de kamer           | 7 december 1995        |
| 13  | Schuit met muisjes    | 14 december 1995       |

## Seizoen 4 (1997)
| Nr. | Titel aflevering         | Uitzenddatum Nederland |
| --- | ------------------------ | ---------------------- |
| 1   | Sleutelgeld              | 7 augustus 1997        |
| 2   | Weinbachs laatste wil    | 14 augustus 1997       |
| 3   | Edel- en nierstenen      | 21 augustus 1997       |
| 4   | De seance                | 28 augustus 1997       |
| 5   | Schuld en boete          | 4 september 1997       |
| 6   | Zieken                   | 11 september 1997      |
| 7   | Eigen haard              | 18 september 1997      |
| 8   | Slachtveld               | 25 september 1997      |
| 9   | Het komt nooit meer goed | 2 oktober 1997         |